# Man:Co-mwan
Man:Co-mwan ou Min Saw Mon  (en birman Mengtsaumwun) (mort en 1433) est le fondateur et premier souverain de la dynastie de Mrauk U d’Arakan, de 1404 à 1406 et de 1429 à 1433.

## Biographie
L’Arakan était un royaume maritime de la basse Birmanie qui s’étendait le long du golfe du Bengale depuis le VIIIe siècle. Le prince Nara mit lha ou Narameikhla, était le fils du roi Rajasu ou selon son nom de règne Pâli « Waradhammaraja » (mort en 1401) il serait devenu roi à l’âge de 24 ans en 1404.
L’Arakan est envahi par les Birmans avant de devenir le champ clos de l’affrontement entre le Royaume d'Ava et le royaume Môn de Pégou. Narameikhla est dans l’obligation de se réfugier en 1406 au Bengale et d’accepter de devenir le vassal d’un roi identifié avec Ghyath al-din Azam Shāh (1389-1410) pour le compte duquel il mène comme mercenaire plusieurs campagnes militaires victorieuses. 
Avec l’aide de Jala al-din Muhammad Shāh (1415-1432), il réussit avec l’aide de sa troupe à reprendre le contrôle de l’Arakan vers 1428/1429 et il fonde en 1430 à Mrauk U une nouvelle capitale qui restera celle du royaume l’Arakan jusqu’à la fin du XVIIIe siècle. 
Narameikhla adopte alors le nom royal de Man:Co-mwan (Mengtsaumwun) mais sans que cela implique une vassalité envers le souverain voisin il utilise une titulature musulmane dans son monnayage et dans ses inscriptions (Swa Mun Shāh) alors même que lui-même et ses sujets demeurent des bouddhistes. Cette coutume perdurera avec les rois suivants jusqu’en 1635 non comme une marque de sujétion mais pour confirmer les prétentions de l’Arakan à contrôler la région frontière de Chittagong peuplée de musulmans.
De son épouse principale le roi laisse trois fils et une fille toutefois sa succession est assurée par son frère âgé de 42 ans, le prince Man: Khari qui lui aussi avait adopté le nom musulman d’Ali Khān (mort en 1459).